# デイヴィス (DD-395)
|          |                                                                                       |
| 艦歴     |                                                                                       |
| 発注     |                                                                                       |
| 起工     | 1936年7月28日                                                                         |
| 進水     | 1938年7月30日                                                                         |
| 就役     | 1938年11月9日                                                                         |
| 退役     | 1945年10月19日                                                                        |
| その後   | 1947年11月24日に売却                                                                  |
| 除籍     | 1945年11月1日                                                                         |
| 性能諸元 |                                                                                       |
| 排水量   | 1,850トン                                                                             |
| 全長     | 390 ft 11 in (119.2 m)                                                                |
| 全幅     | 36 ft 11 in (11.3 m)                                                                  |
| 吃水     | 11 ft 4 in (3.5 m)                                                                    |
| 機関     | ボイラー2基、タービン2基、2軸推進 52,000 shp                                          |
| 最大速   | 38ノット                                                                              |
| 乗員     | 235名                                                                                 |
| 兵装     | 38口径5インチ砲8門 12.7mm機銃2基 28mm機関砲8門 21インチ魚雷発射管12門 爆雷投下軌条2軌 |

ディヴィス (USS Davis, DD-395) は、アメリカ海軍の駆逐艦。サマーズ級駆逐艦の一隻。艦名はチャールズ・ヘンリー・デイヴィスに因んで命名された。その名を持つ艦としては3隻目。

## 艦歴
デイヴィスは1936年7月28日にメイン州バスのバス鉄工所で起工した。1938年7月30日にE・デイヴィス（デイヴィス少将の孫娘）によって命名、進水し、1938年11月9日に艦長T・D・カー中佐の指揮下就役した。
第二次世界大戦がヨーロッパで1939年9月1日に勃発すると、デイヴィスは北大西洋での中立パトロールを命じられる。11月13日にデイヴィスはマサチューセッツ州ボストンを出航しテキサス州ガルベストンに向かう。メキシコ湾で訓練演習および哨戒を行った後、1940年3月11日から1941年4月26日まで西海岸での哨戒に従事した。その後はカリブ海に戻り、哨戒および船団護衛任務に従事する。
アメリカ合衆国が第一次世界大戦に参戦した後もデイヴィスはカリブ海での任務を継続し、ブラジルのレシフェ沖で哨戒および船団護衛任務を行い、しばしば合衆国南部の港から兵員および貨物を輸送、船団護衛を行った。1942年7月19日にデイヴィスは雷撃を受けたイギリスの帆船グレイシャー (Glacier) の生存者10名を救助した。1943年12月19日にレシフェを出航し、1944年1月7日に封鎖突破船のブルゲンラント (Burgenland) を拿捕、1月9日にレシフェの当局に引き渡した。
デイヴィスは1944年4月15日に航空母艦フランクリン (USS Franklin, CV-13) の護衛としてニューヨークに到着、5月14日に船団護衛任務でイギリスに向けて出航、5月25日にプリマスに到着した。6月5日、ウェールズのミルフォードヘブンを出航、途中セーヌ湾でノルマンディー上陸作戦に向かう船団と合流した。ディヴィスは6月7日に到着しその5日後、哨戒中に敵の魚雷艇による攻撃を撃退した。イギリスのデヴォンポート海軍基地から船団と共に6月21日にフランス沖に戻り、爆発により左舷船尾部分を大きく損傷した。この爆発は機雷によるものと考えられ、応急修理の後2日後イギリスのポートランド島に向かった。続いて本格修理のためサウスカロライナ州チャールストンに向かい、8月11日に到着した。
デイヴィスは1944年12月26日に船団護衛任務に復帰し、1945年6月21日までにニューヨークとイギリス間を4度往復した。
デイヴィスは7月10日にバージニア州ノーフォークに到着し、1945年10月19日に退役するまで同地に留まった。その後は1947年11月24日に売却された。
デイヴィスは第二次世界大戦の戦功で1個の従軍星章を受章した。